# Александр I Карагеоргиевич

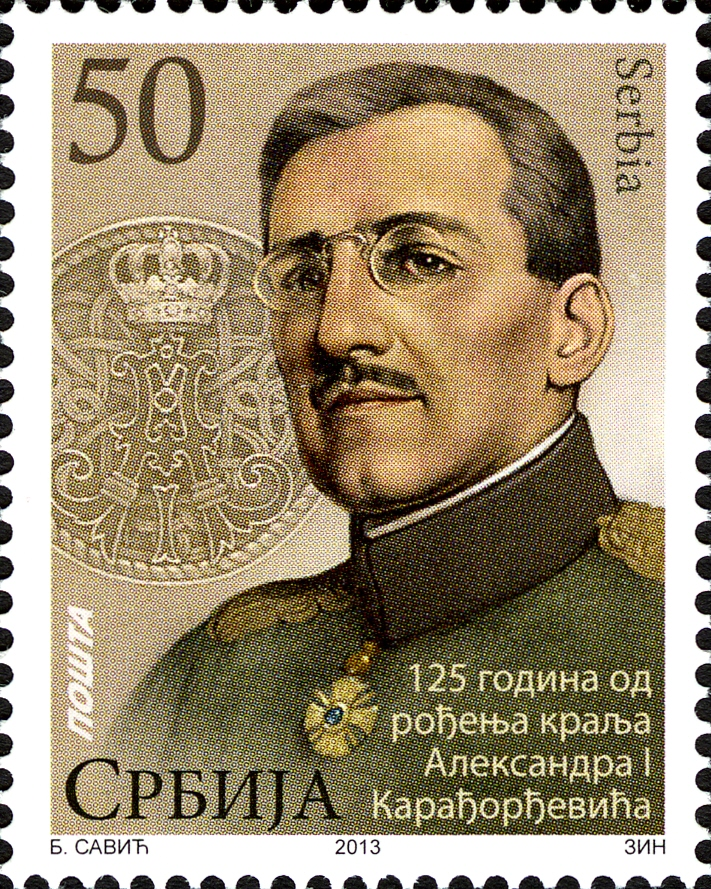
Почтовая марка Сербии 2013 года, посвящённая к 125-летию со дня рождения короля Югославии Александра I Карагеоргиевича

Алекса́ндр I Ка́рагеоргиевич (серб. Александар I Карађорђевић; 4 (16) декабря 1888 — 9 октября 1934) — регент-престолонаследник Королевства Сербии (1914—1918) и Королевства Сербов, Хорватов и Словенцев (1918—1921); король сербов, хорватов и словенцев (1921—1929), король Югославии (1929—1934). Убит в Марселе в 1934 году.
Второй сын Петра I и Зорки.
Александр провёл свою молодость вне Сербии, которой тогда управляла соперничающая династия Обреновичей. Он получил образование в Женеве и Санкт-Петербурге. Приехал в Сербию, когда его отец был избран королём после майского переворота 1903 года. После того, как его старший брат Георгий отказался от престола в 1909 году, Александр стал наследным принцем. Он стал регентом при своём отце 24 июня 1914 года и таким образом был верховным командующим сербской армией в Первой мировой войне.
После победы в Первой мировой войне Александр стал регентом нового Королевства и королём в 1921 году после смерти своего отца. Он управлял самодержавной страной, в которой присутствовали социальные и национальные контрасты. После роспуска Народной скупщины он провозгласил диктатуру в 1929 году, а в 1931 году принял сентябрьскую конституцию. Группа заговорщиков из числа усташей и болгарского ВМРО убила его в Марселе в 1934 году. Его старший сын Пётр возглавил страну, но из-за его несовершеннолетия ею управлял двоюродный брат Александра — князь Павел.

## Биография
Младший сын Петра I Карагеоргиевича. В 1906 году окончил Пажеский корпус в Санкт-Петербурге.
Во время Первой Балканской войны и Второй Балканской войны командовал 1-й сербской армией.
В 1913 году награждён орденом Святого апостола Андрея Первозванного.

### Правление
После отказа от права наследования престола в 1909 году старшего брата Георгия Карагеоргиевича, с 8 июля 1914 года в связи с болезнью своего отца Петра I Карагеоргиевича был назначен принцем-регентом Сербского королевства.
Во время Первой мировой войны был верховным главнокомандующим сербской армии.
5 сентября 1914 года российский император Николай II наградил его орденом Святого Георгия 4-й степени, а в 1915 году этим же орденом 3-й степени.
С декабря 1918 года — принц-регент Королевства сербов, хорватов и словенцев, с 16 августа 1921 года — король Королевства сербов, хорватов и словенцев, с 3 октября 1929 года — король Югославии.

### Диктатура
С 1929 года установил военную диктатуру, основанную на принципах корпоративизма и сербского национализма. Во внешней политике ориентировался на Францию.

## Помощь русской эмиграции
Александр Карагеоргиевич как выпускник Пажеского корпуса был прекрасно знаком с русской культурой и осознанно поддерживал её после революции 1917 года, став покровителем русской белой эмиграции. Он выделил пенсии и специальные пособия для Ивана Бунина, Константина Бальмонта, Дмитрия Мережковского и Зинаиды Гиппиус, хотя те и не жили в Югославии. Осенью 1928 года в Белграде прошёл Первый съезд русских писателей, организованный королём Александром.
Из уважения к русской культуре он считал себя обязанным материально поддержать русскую профессуру, хотя учёные преподавали в двух или трёх местах и жили очень скромно. Русские учёные, оторванные от России, архивов и библиотек, старались это восполнить, используя доступные фонды балканских стран, собрания университетов, архивов, библиотек Вены, Берлина, Парижа. Благодаря этому был введён в оборот исторической науки большой объём данных, которыми советская наука часто не располагала. В белградский круг русских учёных входили академик Г. А. Острогорский, академик В. А. Мошин, профессор А. В. Соловьёв.

## Гибель
9 октября 1934 года Александр Карагеоргиевич и французский министр иностранных дел Луи Барту были застрелены в Марселе Владо Черноземским, боевиком македонской националистической организации ВМРО, связанной с хорватскими усташами.
9 октября 2004 года по указу Патриарха Сербского Павла во всех приходах Сербской Православной Церкви совершались заупокойные литургии и панихиды по убиенном Сербском Короле Александре I Карагеоргиевиче «по случаю 70-летия со дня его мученической кончины». В приходах Русской Зарубежной Церкви также совершались заупокойные моления о друге Русской Церкви и её народа и проводились встречи, посвященные его памяти.
Его имя носят школы в Горни-Милановаце, Нови-Београде и Пожареваце, мост, соединяющий Зворник и Мали-Зворник.

## Брак и дети
8 июня 1922 года женился на Марии Румынской, дочери короля Румынии Фердинанда I и королевы Марии, урождённой герцогини Эдинбургской.
У них родилось трое сыновей:
- Пётр (1923—1970), король Югославии (1934—1945), был женат на греческой принцессе Александре;
- Томислав Карагеоргиевич (1928—2000), был женат на Маргарите Баденской, затем на Линде Мэри Бонней;
- Андрей Карагеоргиевич (1929—1990), был женат три раза.

## Родословная
| Карагеорге Петрович (1762—1817) жена: Елена Йованович | Алексей Карагеоргиевич (1801—1829)                            | Георгий Карагеоргиевич (1827—1884)                              | Алекса Карагеоргиевич (1858—1920)                                     |                                                               | |                                                               |
| Карагеорге Петрович (1762—1817) жена: Елена Йованович | Алексей Карагеоргиевич (1801—1829)                            | Георгий Карагеоргиевич (1827—1884)                              | Божидар Карагеоргиевич (1862—1908)                                    |                                                               | |                                                               |
| Карагеорге Петрович (1762—1817) жена: Елена Йованович | Александар Карагеоргиевич (1806—1885) жена: Персида Ненадович | Пётр I Карагеоргиевич (1844—1921) жена: Зорка Черногорская      | Елена Петровна Сербская (1884—1962) муж: Иоанн Константинович Романов | см. далее: Романовы                                           | см. далее: Романовы                                                                                 | см. далее: Романовы                                           |
| Карагеорге Петрович (1762—1817) жена: Елена Йованович | Александар Карагеоргиевич (1806—1885) жена: Персида Ненадович | Пётр I Карагеоргиевич (1844—1921) жена: Зорка Черногорская      | Георгий Карагеоргиевич (1887—1972)                                    |                                                               | |                                                               |
| Карагеорге Петрович (1762—1817) жена: Елена Йованович | Александар Карагеоргиевич (1806—1885) жена: Персида Ненадович | Пётр I Карагеоргиевич (1844—1921) жена: Зорка Черногорская      | Александр I Карагеоргиевич (1888—1934) жена: Мария Гогенцеллерн       | Пётр II Карагеоргиевич (1923—1970) жена: Александра Греческая | Александр Карагеоргиевич (род. 1945) 1-я жена (1972—1983): Мария да Глория 2-я жена: Катарина Батис | Пётр Карагеоргиевич (род. 1980)                               |
| Карагеорге Петрович (1762—1817) жена: Елена Йованович | Александар Карагеоргиевич (1806—1885) жена: Персида Ненадович | Пётр I Карагеоргиевич (1844—1921) жена: Зорка Черногорская      | Александр I Карагеоргиевич (1888—1934) жена: Мария Гогенцеллерн       | Пётр II Карагеоргиевич (1923—1970) жена: Александра Греческая | Александр Карагеоргиевич (род. 1945) 1-я жена (1972—1983): Мария да Глория 2-я жена: Катарина Батис | Филипп Карагеоргиевич (род. 1982) жена: Даница Карагеоргиевич |
| Карагеорге Петрович (1762—1817) жена: Елена Йованович | Александар Карагеоргиевич (1806—1885) жена: Персида Ненадович | Пётр I Карагеоргиевич (1844—1921) жена: Зорка Черногорская      | Александр I Карагеоргиевич (1888—1934) жена: Мария Гогенцеллерн       | Пётр II Карагеоргиевич (1923—1970) жена: Александра Греческая | Александр Карагеоргиевич (род. 1945) 1-я жена (1972—1983): Мария да Глория 2-я жена: Катарина Батис | Александр Карагеоргиевич (род. 1982)                          |
| Карагеорге Петрович (1762—1817) жена: Елена Йованович | Александар Карагеоргиевич (1806—1885) жена: Персида Ненадович | Пётр I Карагеоргиевич (1844—1921) жена: Зорка Черногорская      | Александр I Карагеоргиевич (1888—1934) жена: Мария Гогенцеллерн       | Томислав Карагеоргиевич (1928—2000)                           | |                                                               |
| Карагеорге Петрович (1762—1817) жена: Елена Йованович | Александар Карагеоргиевич (1806—1885) жена: Персида Ненадович | Пётр I Карагеоргиевич (1844—1921) жена: Зорка Черногорская      | Александр I Карагеоргиевич (1888—1934) жена: Мария Гогенцеллерн       | Андрей Карагеоргиевич (1929—1990)                             | |                                                               |
| Карагеорге Петрович (1762—1817) жена: Елена Йованович | Александар Карагеоргиевич (1806—1885) жена: Персида Ненадович | Арсен Карагеоргиевич (1859—1938) жена: Аврора Павловна Демидова | Павел Карагеоргиевич (1893—1976) жена: Ольга Греческая                | Александр Карагеоргиевич (1924—2016)                          | |                                                               |
| Карагеорге Петрович (1762—1817) жена: Елена Йованович | Александар Карагеоргиевич (1806—1885) жена: Персида Ненадович | Арсен Карагеоргиевич (1859—1938) жена: Аврора Павловна Демидова | Павел Карагеоргиевич (1893—1976) жена: Ольга Греческая                | Никола Карагеоргиевич (1928—1954)                             | |                                                               |
| Карагеорге Петрович (1762—1817) жена: Елена Йованович | Александар Карагеоргиевич (1806—1885) жена: Персида Ненадович | Арсен Карагеоргиевич (1859—1938) жена: Аврора Павловна Демидова | Павел Карагеоргиевич (1893—1976) жена: Ольга Греческая                | Елизавета Югославская (род. 1936)                             | |                                                               |

## Галерея

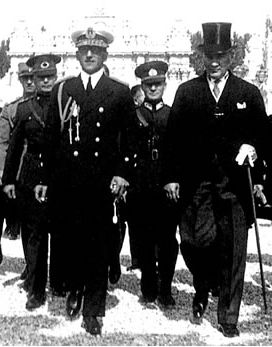
Александр I Карагеоргиевич и Мустафа Кемаль Ататюрк в 1933 г.
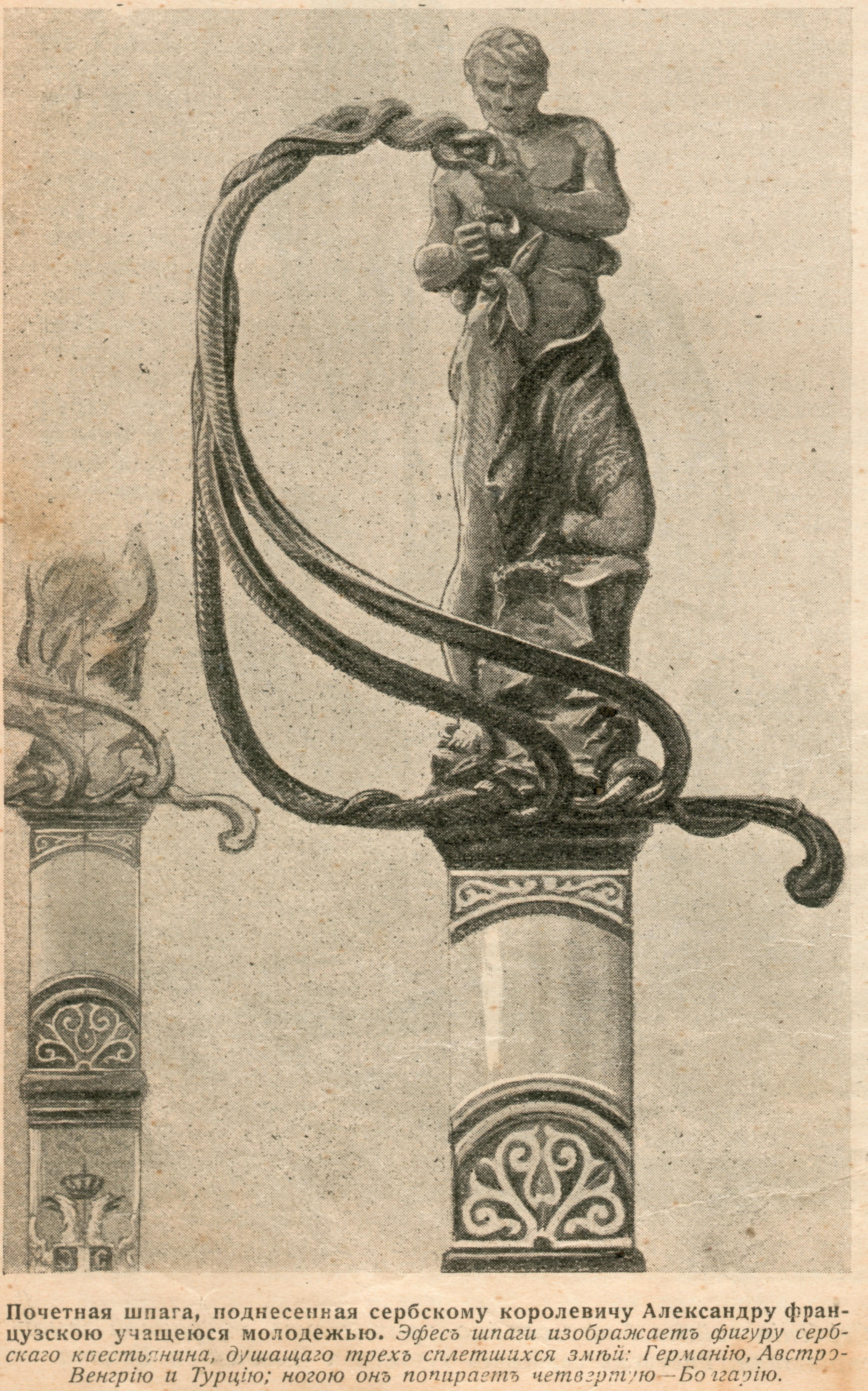
Шпага, подаренная королевичу Александру французами во время ПМВ 1916
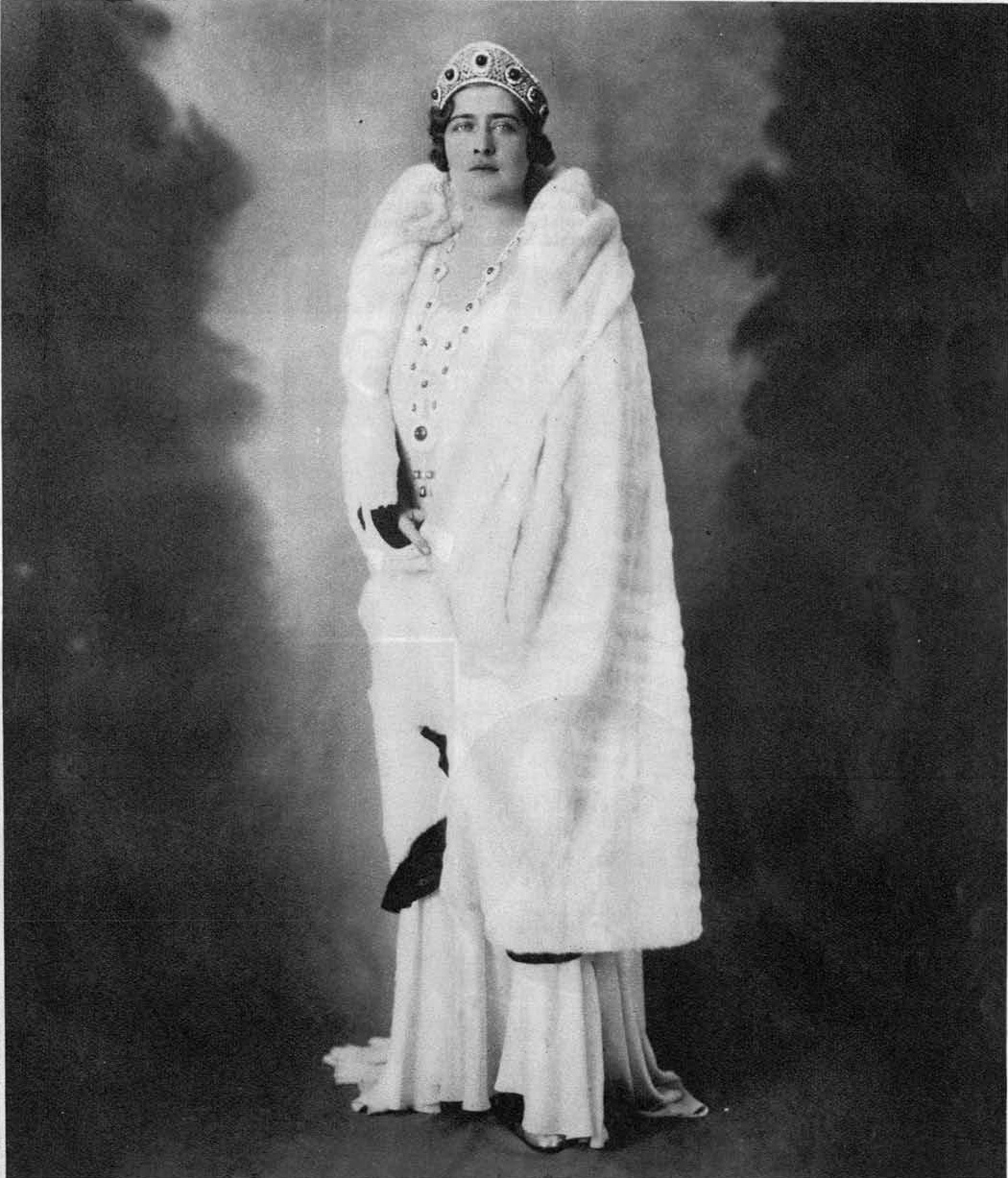
Жена Александра I Карагеоргиевича королева Мария Румынская, 1931 г.
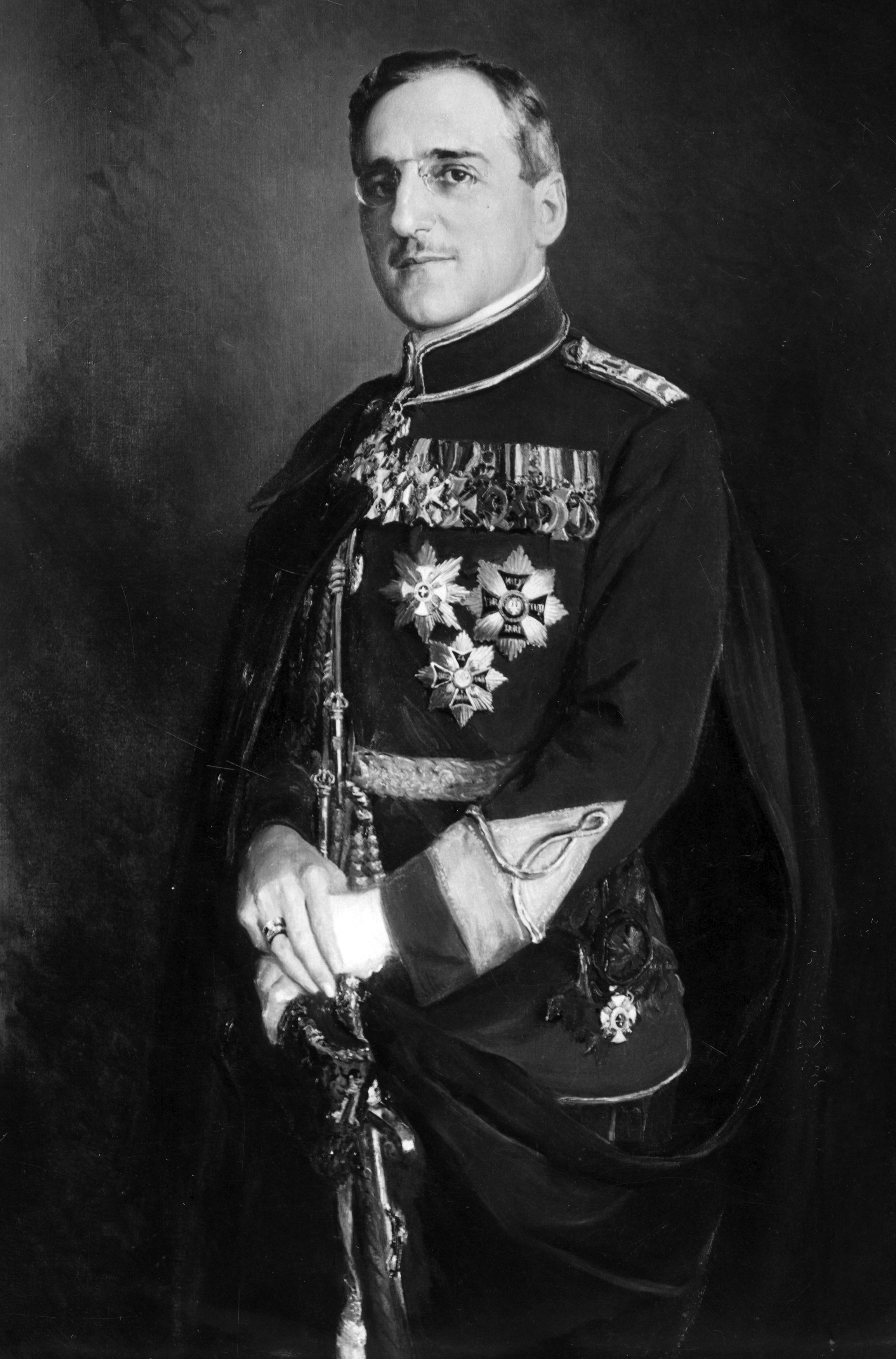
Портрет кисти Станислава Батовского, 1931 год
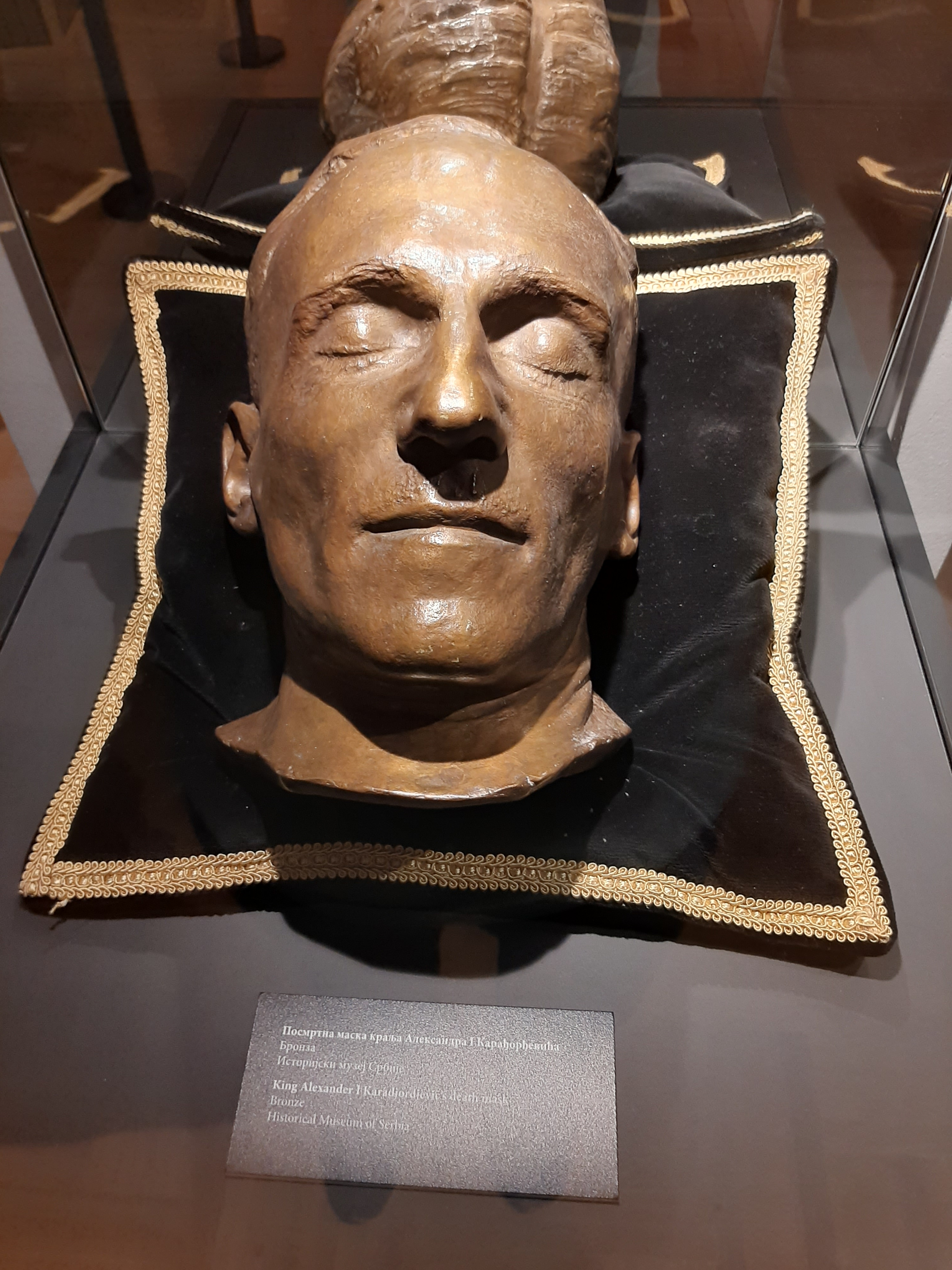
Посмертная маска короля Александра. Исторический музей Сербии